# 北京地铁13-18北段贯通线
北京地铁13-18北段贯通线西起海淀区马连洼站，东至昌平区天通苑东站，全长20.8公里，设11座车站，使用小辛庄停车场，与既有13号线（西直门站至东直门站）之间无换乘车站。该线预计2025年年底开通东北旺站至天通苑东站段（17.1公里），软件园站及马连洼站也将在2026年年内开通。

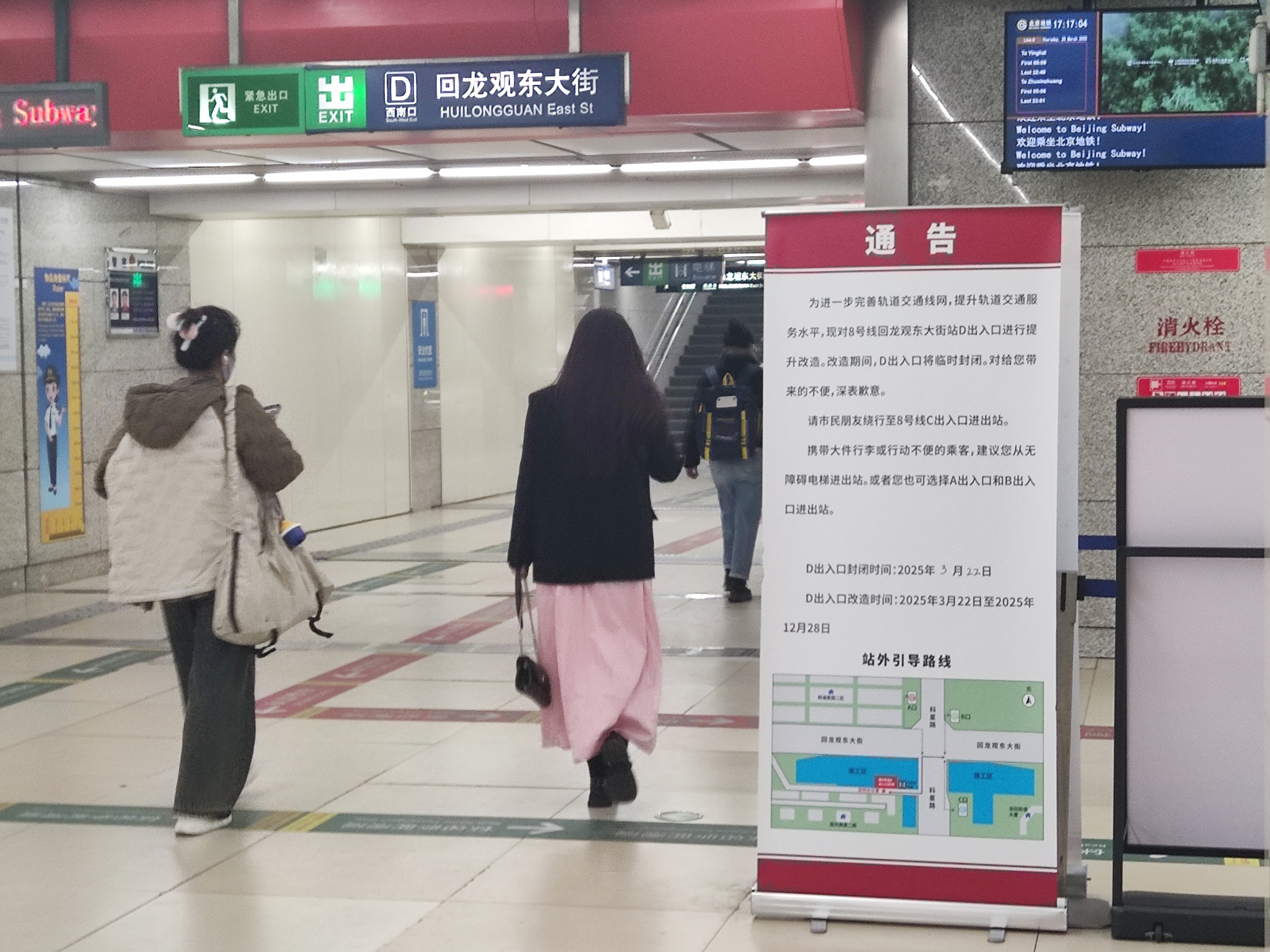
8号线回龙观东大街站D口（除无障碍直梯外）在2025年3月22日至12月28日期间封闭的告示

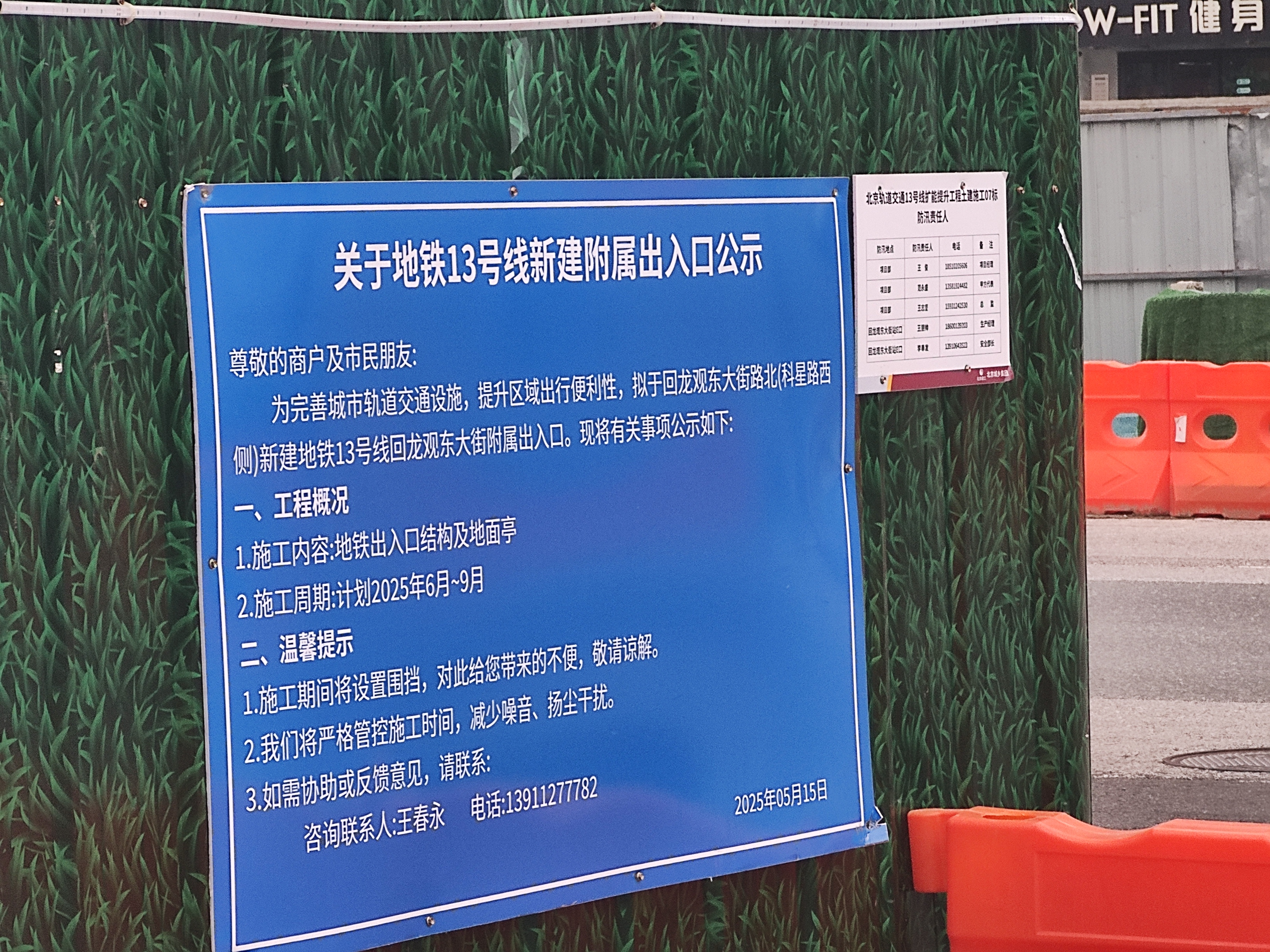
13号线回龙观东大街站E口（原A2口）预计2025年9月建成

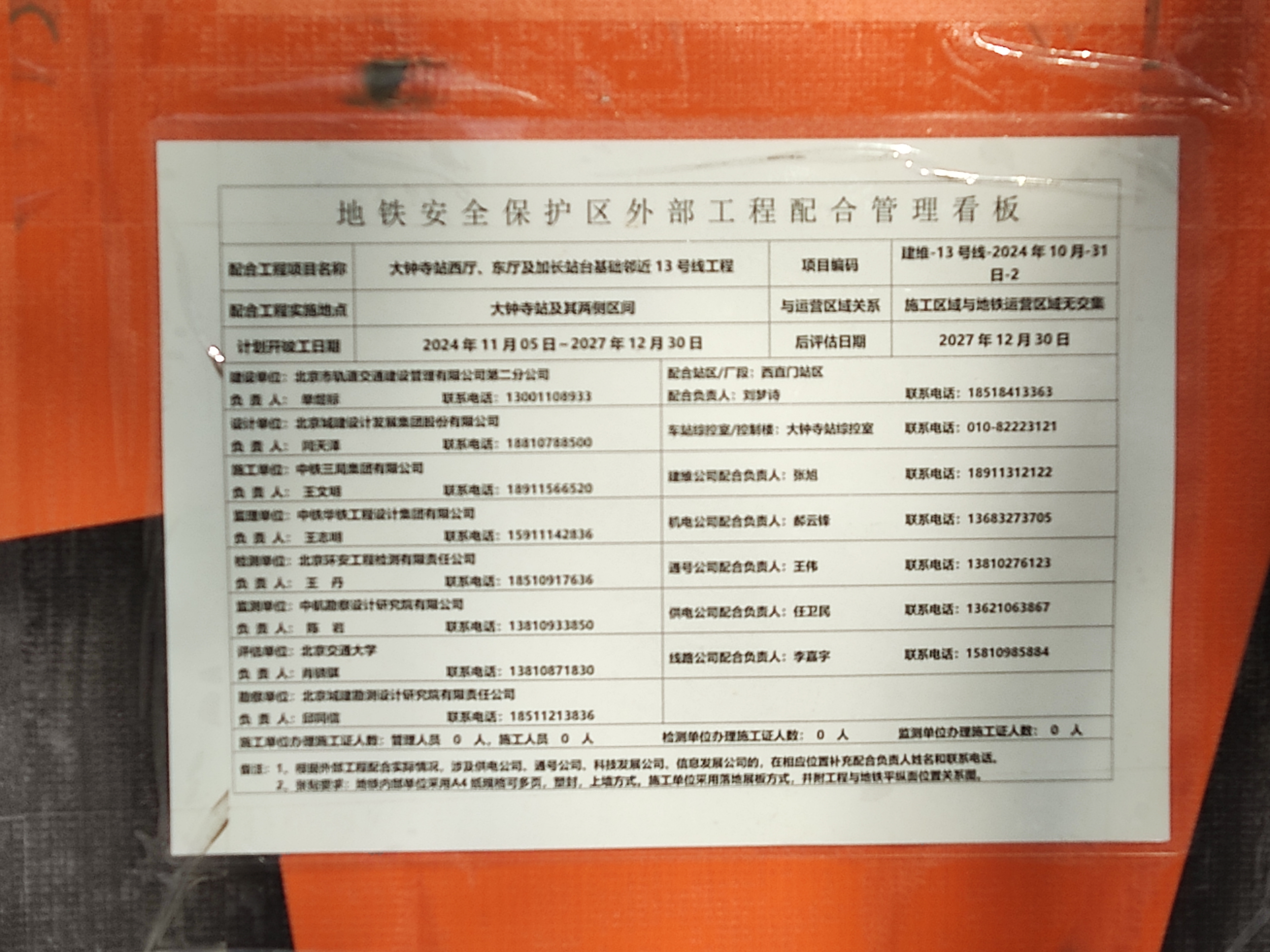
大钟寺站扩编8编组工程的工期暂定至2027年12月

## 历史
2023年4月，北京地铁13号线扩能提升工程北部新建段11座车站全部实现开工。截至2025年1月，既有13号线西段（西二旗站至大钟寺站）加长8节编组工程中的大部分车站仍处于施工进场围挡状态，未实质开工或施工进度缓慢，暂定工期至2027年12月。此外，位于既有龙泽站东侧地下的还建龙泽站施工进度较慢，目前暂定工期至2027年年底；南延段大钟寺站以南的入地点因涉及拆迁既有建筑物，尚未实质开工；车公庄站因占地问题延至2024年4月开工建设。受以上因素影响，2025年年底至2026年，13号线扩能提升工程北部新建段将作为一条新线独立运行。该新线曾被京投公司、施工方及运营方称为“13号线一字线”。2025年6月开始，施工方和北京地铁运营三分公司陆续开始使用“北京地铁13-18北段贯通线”的名称。截至2025年7月，马连洼站至天通苑东站全部车站封顶、区间贯通。

## 车站列表
| 所属线路    | 站名         | 里程 （米） | 站间距 | 换乘              | 行政区 | 开通日期 | 站台设计           | 开门方向 |
| ----------- | ------------ | ----------- | ------ | ----------------- | ------ | -------- | ------------------ | -------- |
| █ 13号线(B) | 马连洼       | 0           | 0      | █ 16号线          | 海淀区 | 2026年   | 地下岛式月台       | 左側     |
| █ 13号线(B) | 上地软件园   |             |        | 不適用            | 海淀区 | 2026年   | 地下岛式月台       | 左側     |
| █ 13号线(B) | 东北旺       |             |        | 不適用            | 海淀区 | 2025年   | 地下岛式月台       | 左側     |
| █ 18号线    | 北郊农场桥   |             |        | █ 13号线 █ 19号线 | 昌平区 | 2025年   | 地下双岛式站台     | 左側     |
| █ 18号线    | 回龙观西大街 |             |        | 不適用            | 昌平区 | 2025年   | 地下岛式月台       | 左側     |
| █ 18号线    | 文华路       |             |        | 不適用            | 昌平区 | 2025年   | 地下一岛一侧式月台 | 左側     |
| █ 18号线    | 回龙观东大街 |             |        | █ 8号线           | 昌平区 | 2025年   | 地下岛式月台       | 左側     |
| █ 18号线    | 霍营东       |             |        | 不適用            | 昌平区 | 2025年   | 地下岛式月台       | 左側     |
| █ 18号线    | 天通苑       |             |        | █ 5号线           | 昌平区 | 2025年   | 地下岛式月台       | 左側     |
| █ 18号线    | 太平庄       |             |        | 不適用            | 昌平区 | 2025年   | 地下岛式月台       | 左側     |
| █ 18号线    | 天通苑东     |             |        | █ 17号线          | 昌平区 | 2025年   | 地下岛式月台       | 左側     |